# آمازو
آمازو (به انگلیسی: Amazo) یک شخصیت خیالی شرور بزرگ در کتاب‌های کامیک آمریکایی منتشر شده توسط دی‌سی کامیکس است. شخصیت آمازو توسط گاردنر فاکس و مورفی اندرسون خلق شده‌است که برای اولین بار در شمارهٔ ۳۰ مجموعه شجاع و جسور (ژوئن ۱۹۶۰) حضور پیدا کرد. او یک ربات اندروید است که در ابتدا توسط استاد و پروفسور آیی‌وو با الگو برداری از توانایی و قدرت‌های اعضای اصلی تیم لیگ عدالت آمریکا (سوپرمن، زن شگفت‌انگیز، هال جردن، فلش، آکوامن و مارشن من‌هانتر) خلق شده بود.

## توانایی‌ها و قدرت‌ها
قدرت اصلی آمازو توانایی جذب و تقلید قدرت دیگران و تقویت آن‌ها به سطوح بالاتر است. بدن مصنوعی آمازو به این اندروید اجازه نسخه‌برداری از توانایی‌های ویژه هر مخلوق مافوق بشری که در نزدیکی و مجاورت او قرار دارند را بلافاصله می‌دهد. او پس از مواجه با هر موجودی، حتی از قبل قوی‌تر و تقریباً توقف نشدنی می‌شود. او در آن واحد تنها قادر به استفادهٔ یک توانایی از هر شخصیت می‌باشد و تا به حال قدرت سوپرمن، سرعت فلش، حلقهٔ قدرت فانوس سبز و کمند جادویی زن شگفت‌انگیز را از میان دیگران تقلید کرده‌است. او همچنین در آخرین به روز رسانی خود توانایی سفر در زمان نیز پیدا کرده‌است.